# Cuculluna
Cuculluna là một chi bướm đêm thuộc họ Noctuidae.